# Vermont Army National Guard
La Vermont Army National Guard è una componente della Riserva militare della Vermont National Guard, inquadrata sotto la U.S. National Guard. Il suo quartier generale è situato presso la città di Colchester.

## Organizzazione
Dal 1 Gennaio 2018, sono attivi i seguenti reparti :

### Joint Forces Headquarters
- JFHQ, Army Element
- Recruiting and Retention Battalion
- Medical Detachment
- 15th Civil Support Team - Burlington

### 86th Infantry Brigade Combat Team (Mountain)
- Headquarters & Headquarters Company (-) - Jericho
- 3rd Battalion, 172nd Infantry Regiment (Mountain)
  -  Headquarters & Headquarters Company (-) - Jericho
  -  Company A (-) - Jericho
    - Detachment 1 - Northfield

  - Company B - Maine Army National Guard
  - Company C - New Hampshire Army National Guard
  -  Company D (Weapons) - Wenstminster
- 1st Battalion, 102nd Infantry Regiment (Mountain) - Connecticut Army National Guard
- 1st Battalion, 157th Infantry Regiment (Mountain) - Colorado Army National Guard
- 1st Squadron, 172nd Cavalry Regiment
  -  Headquarters & Headquarters Troop - St. Albans
  -  Troop A (-) - Newport
    - Detachment 1 - Enosburg Falls

  -  Troop B - Bennington
  -  Troop C - Lyndonville
- 1st Battalion, 101st Field Artillery Regiment - Massachusetts Army National Guard
  -  Battery B (-) - Waterbury
    - Detachment 1 - Vergennes
- 572nd Brigade Engineer Battalion
  -  Headquarters & Headquarters Company (-)
  -  Company A
  -  Company B
  - Company C (Signal), Connecticut Army National Guard
  - Company D (Military Intelligence), Colorado Army National Guard
- 186th Brigade Support Battalion
  -  Headquarters & Headquarters Company - Rutland
  -  Company A (DISTRO) (-) - Montpelier
    - Detachment 1 - White River Junction

  -  Company B (MAINT) - Winooski
  -  Company C (MED) - Winooski
  -  Company D (Forward Support) (Aggregata al 1st Squadron, 172nd Cavalry Regiment) - Swanton
  -  Company E (-) (Forward Support) (Aggregata al 572nd Brigade Engineer Battalion) - Morrisville
    - Detachment 3 - Colorado Army National Guard

  - Company F (Forward Support) - Massachusetts Army National Guard
  -  Company G (Forward Support) (Aggregata al 3rd Battalion, 172nd Infantry Regiment (Mountain)) - Swanton
  - Company H (Forward Support) - Connecticut Army National Guard
  - Company I (Forward Support) - Colorado Army National Guard

### 86th Troop Command
- Headquarters & Headquarters Company -  Williston
- 131st Engineer Company (Horizontal Construction) (-) - Williston
  - Detachment 1 - White River Junction

- Aviation Support Facility #1 - Burlington International Airport
- Detachment 1, Company A, 1st Battalion, 224th Aviation Regiment (Security & Support)  - Equipaggiato con 2 UH-72A
- Detachment 1, Company D (MEDEVAC), 1st Battalion, 224th Aviation Regiment (Security & Support)  - Equipaggiato con 2 UH-72A
- Company C (-) (MEDEVAC), 3rd Battalion, 126th Aviation Regiment (General Support)  - Equipaggiato con 4 HH-60M 
  - Detachment 3, Headquarters & Headquarters Company, 3rd Battalion, 126th Aviation Regiment (General Support)
  - Detachment 3, Company D (AVUM), 3rd Battalion, 126th Aviation Regiment (General Support)
  - Detachment 3, Company E (Forward Support), 3rd Battalion, 126th Aviation Regiment (General Support)
- Detachment 27, Operational Support Airlift Command - Equipaggiato con 1 C-12D

### 124th Regiment, Regional Training Institute
- 124th Headquarters Battalion
- 2nd Modular Training Battalion, 124th Regiment
- 3rd Information Operations Battalion, 124th Regiment
- 4th Signal Training Battalion, 124th Regiment
- Army Mountain Warfare School, 124th Regiment